# Calanus helgolandicus
Calanus helgolandicus är en kräftdjursart som först beskrevs av Claus 1863.  Calanus helgolandicus ingår i släktet Calanus och familjen Calanidae. Arten är reproducerande i Sverige. Inga underarter finns listade i Catalogue of Life.